# Gobius tropicus
Gobius tropicus är en fiskart som beskrevs av Osbeck, 1765. Gobius tropicus ingår i släktet Gobius och familjen smörbultsfiskar. Inga underarter finns listade i Catalogue of Life.